# Bořivoj Dostál
Bořivoj Dostál (16. srpna 1929 v Heršpicích u Slavkova – 18. srpna 1994 v Brně) byl moravský archeolog, specialista v oboru slovanské archeologie, především na období Velké Moravy.

## Odborné vzdělání a zaměstnání
Původně středoškolský učitel, absolvent Pedagogické fakulty University Jana Evangelisty Purkyně v Brně (dnes Masarykova univerzita)
- 1954 – 1957 studia archeologie na Filosofické fakultě UJEP v Brně
- 1957 – prom. hist. a PhDr.
- 1962 – CSc.
- od roku 1955 asistent na katedře archeologie FF UJEP
- od roku 1960 odborný asistent
- 1967 – docent
- 1970 – převzal řízení katedry po prof. Františku Kalouskovi
- 1972 – byl odvolán
- 1988 – DrSc.
- 1990 – profesor
- od konce 1989 – 1994 – vedoucí katedry archeologie, jejíž samostatnost obnovil

## Terénní působení
Zpočátku (1950 – 1957) pracoval na fakultním výzkumu na Hradišti sv. Hypolita ve Znojmě, od r. 1958 trvale na velkomoravském hradisku Pohansku u Břeclavi. Zde dobudoval základnu expedice, založenou prof. F. Kalouskem; její vedení po něm převzal v roce 1970.

## Výběr z publikací
- Slovanská pohřebiště střední doby hradištní na Moravě, Praha 1966
- Břeclav-Pohansko IV. Velkomoravský velmožský dvorec, Brno 1975
- Zemědělská výroba na území ČSSR v 6.–10. století, Archaeologia historica 1, 1976, 9–26
- K časně slovanskému osídlení Břeclavi-Pohanska, Praha 1982
- Břeclav Pohansko III. Časně slovanské osídlení, Brno 1985
- Stavební kultura 6.–9. století na území ČSSR, Archaeologia historia 12, 1987, 63–100